# George Nemhauser
George Lann Nemhauser (* 27. Juli 1937 in New York City) ist ein US-amerikanischer Mathematiker.

## Ausbildung und Karriere

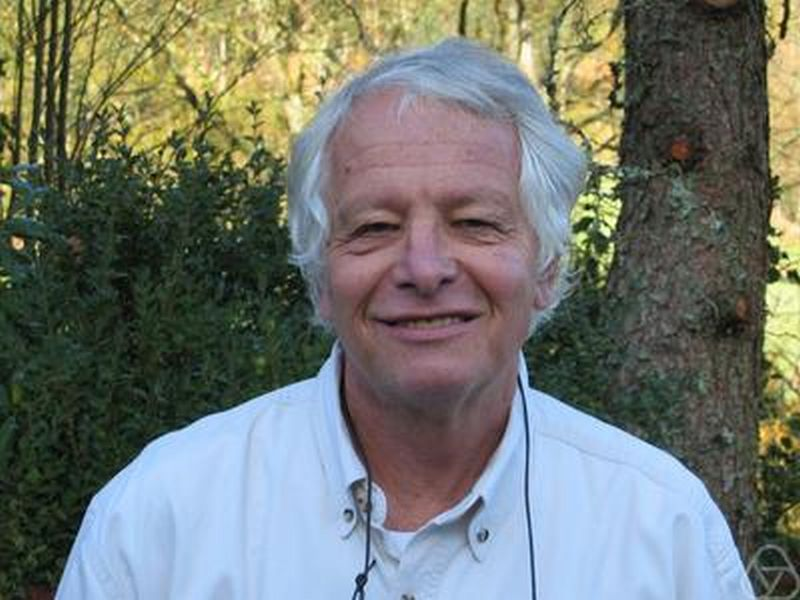
George Nemhauser, Oberwolfach 2005

Nemhauser erwarb 1958 seinen Bachelor-Abschluss als Chemieingenieur am City College New York und seinen Master-Abschluss 1959 an der Northwestern University, an der er 1961 in Operations Research bei Loring Mitten promoviert wurde (A Dynamic Programming Approach for Optimal Design and Operation of Multistage Systems in the Process Industries). 1961 wurde er Assistant Professor und später Associate Professor für Operations Research an der Johns Hopkins University, 1969 Professor an der Cornell University (und 1977 bis 1983 Direktor der School for Operations Research and Industrial Engineering) und 1985 am Georgia Institute of Technology. Er ist dort A. Russell Chandler III Professor.
1969/70 war er Gastprofessor am Zentrum für Operations Research und Ökonometrie der Katholischen Universität Löwen und 1975 bis 1977 dort Forschungsdirektor (Zusammenarbeit mit Laurence Wolsey). 1963/64 war er Gastprofessor an der Universität Leeds und er war Gastprofessor an der Universität Melbourne.

## Forschung
Er befasst sich unter anderem mit sehr umfangreichen Problemen der gemischt-ganzzahligen Optimierung (Mixed Integer Programming, MIP), in der einige Variable ganzzahlig sind, andere nicht. 1998 führte er mit anderen die Branch and Price Lösungsmethode in die ganzzahlige Programmierung ein. Er war in den 1990er Jahren einer der Entwickler von Branch-and-Cut Verfahren.
1981 war er Gründungsherausgeber der Operations Research Letters.
1991 war er Morse Lecturer bei INFORMS. 1988 bis 1991 war er Präsident der Mathematical Programming Society und 1981/82 der Operations Research Society of America. 2009 wurde er SIAM Fellow und 2002 von INFORMS.

## Preise und Ehrungen
- 1977: Frederick-W.-Lanchester-Preis[4]
- 1986: Aufnahme in die National Academy of Engineering
- 1988: Kimball-Medaille
- 1989: Frederick-W.-Lanchester-Preis[4]
- 2010: Khachiyan-Preis
- 2012: John-von-Neumann-Theorie-Preis

## Schriften
- Introduction to Dynamic Programming, Wiley, 1966
- mit Robert Garfinkel: Integer Programming, Wiley 1972
- mit Laurence A. Wolsey: Integer and Combinatorial Optimization, Wiley 1988
- Herausgeber mit A. H. G. Rinnooy Kan, Michael J. Todd: Optimization, North Holland 1989
- mit Gérard Cornuéjols, Marshall L. Fisher: Location of bank accounts to optimize float: an analytic study of exact and approximate algorithms, Management Science (INFORMS), Band 23, 1977, S. 789–810
- mit Laurence Wolsey, Marshall Fisher: An analysis of approximations for maximizing submodular set functions I, Mathematical Programming, Band 14, 1978, S. 265–294